# Álvaro de Oliveira Soares de Andrea
Álvaro de Oliveira Soares de Andrea ?TE • ?TE • M?VM • CvA • OA • GOIC • M?CE • ?NSC • 4 MRDA (31 de agosto de 1864 – Lisboa, 14 de agosto de 1939) foi um militar português.

## Biografia
Filho de Tomás José de Sousa Soares de Andrea (1824), sobrinho paterno do Barão de Caçapava no Brasil, e de sua mulher Maria Luísa Virgínia de Sequeira e Oliveira e irmão mais novo de Eugénio de Oliveira Soares de Andrea.
Oficial da Marinha, serviu largo tempo nas Colónias, tendo tomado parte na Campanha de Gaza, em 1895, e no Combate de Macontene, em 1897, em Moçambique. Possuía as seguintes condecorações: foi-lhe concedida e foi duas vezes condecorado com o Colar da Real Ordem Militar da Torre e Espada, além doutras altas condecorações, como Cavaleiro e Oficial da Real Ordem Militar de São Bento de Avis, Cavaleiro de Primeira Classe da Ordem da Espada da Suécia-Noruega, Real Ordem Militar de Nossa Senhora da Conceição de Vila Viçosa, Medalha de Valor Militar, Medalha Militar de Comportamento Exemplar, Medalha da Rainha D. Amélia Comemorativa das Expedições e Campanhas do Tungue 1889, de Moçambique 1894-1895, de Macontene 1897 e do Nyassa 1899, Medalha de Ouro de Serviços Relevantes no Ultramar e Grande-Oficial da Ordem do Império Colonial a título póstumo a 5 de Setembro de 1932.
Aquando da Revolução de 5 de Outubro de 1910, desenvolveu uma acção notável no Quartel de Marinheiros, em Alcântara, contribuindo poderosamente para a vitória da República. No livro A revolução portuguesa, António Maria de Azevedo Machado Santos dedica-lhe bem merecidas palavras.
Reformou-se a 18 de Novembro de 1910, no posto de Capitão-de-Mar-e-Guerra, mantendo sempre os seus ideais republicanos.

## Obras publicadas
Publicou:
- O Sistema Decimal Mundial e o Relógio Decimal, Lisboa, 1909[2]
- Costa Oriental de África
- Plano hidrográfico da barra e porto do rio Chinde
- Província de Moçambique